# Рамон де ла Фуенте Леаль
Рамон де ла Фуенте Леаль (ісп. Ramón de la Fuente, нар. 31 грудня 1907, Більбао — пом. 15 вересня 1973, Мадрид) — іспанський футболіст, що грав на позиції нападника.
Виступав, зокрема, за клуб «Атлетик», а також національну збірну Іспанії.
Триразовий чемпіон Іспанії. Чотириразовий володар Кубка Іспанії з футболу.

## Клубна кар'єра
У дорослому футболі дебютував 1924 року виступами за команду клубу «Баракальдо», в якій провів два сезони.
Своєю грою за цю команду привернув увагу представників тренерського штабу клубу «Атлетик», до складу якого приєднався 1926 року. Відіграв за клуб з Більбао наступні вісім сезонів своєї ігрової кар'єри. За цей час тричі виборював титул чемпіона Іспанії.
Завершив професійну ігрову кар'єру у клубі «Атлетіко», за команду якого виступав протягом 1934—1935 років.
Помер 15 вересня 1973 року на 66-му році життя у місті Мадрид.

## Виступи за збірну
1927 року дебютував в офіційних матчах у складі національної збірної Іспанії. Протягом кар'єри у національній команді, яка тривала 9 років, провів у формі головної команди країни лише 8 матчів.
У складі збірної був учасником чемпіонату світу 1934 року в Італії.

## Титули і досягнення
- Чемпіон Іспанії (3):

«Атлетик»:  1930, 1931, 1934
- Володар Кубка Іспанії з футболу (4):

«Атлетик»: 1930, 1931, 1932, 1933